# エレクレ2世 (ムフラニ公)
ムフラニ公エレクレ2世（グルジア語: ერეკლე II მუხრანბატონი、グルジア語ラテン翻字: Erekle II Mukhranbatoni、1666年 – 1723年）は、カルトリ王国のバグラティオニ王家の分家であるムフラニ家のタヴァディ（貴族）。1717年から1719年までムフラニのバトニ（公）を務め、内カルトリのサルダリ（司令官）およびカルトリ宮廷のムサフルトゥフツェシ（宮内長官）を兼任した。

## 生涯
エレクレの父はムフラニ公コンスタンティネ1世、母はイメレティ王国東部の有力貴族グアナ・アバシゼの娘ダレジャン・アバシゼであった。エレクレはカルトリ王ヴァフタング6世がサファヴィー朝に投獄された後に起こった内紛に巻き込まれた。最終的に1719年、エレクレはヴァフタング6世の子バカル王子の命令により、その地位を追われ、盲目にされた。同年、ムフラニの領地はエレクレの甥レヴァンに引き継がれた。

## 家族
エレクレはヘルヘウリゼ家の娘と結婚し、息子2人をもうけた。
- マムカ（英語版）（? – 1736年）
- ダヴィト（? – 1729年）